# ديريك هيغز
ديريك هيغز (بالإنجليزية: Derek Higgs)‏ هو شخصية أعمال بريطاني، ولد في 3 أبريل 1944 في كوفنتري في المملكة المتحدة، وتوفي في 28 أبريل 2008 في لندن في المملكة المتحدة بسبب نوبة قلبية.